# Conrad Heinrichs
Conrad Egid Heinrichs (auch Konrad) (* 20. Januar 1786 in Heßloch; † 12. November 1849 ebenda) war ein deutscher Landwirt und Politiker und Abgeordneter der 2. Kammer der Landstände des Großherzogtums Hessen.
Conrad Heinrichs war der Sohn des Landwirts Peter Heinrichs und dessen Ehefrau Magdalena, geborene Schöffer. Heinrichs, der katholischen Glaubens war, war Landwirt in Heßloch und heiratete am 9. November 1812 Catharina Margaretha geborene Stephan (1788–1835).
Von 1835 bis 1949 gehörte er der Zweiten Kammer der Landstände an. Er wurde für den Wahlbezirk Rheinhessen 8/Osthofen gewählt. 1817 bis 1849 war er Bürgermeister von Heßloch. 1848 gehörte er dem Vorparlament an. In Osthofen war er als Ergänzungsrichter am Friedensgericht tätig.